# Nacistická propaganda

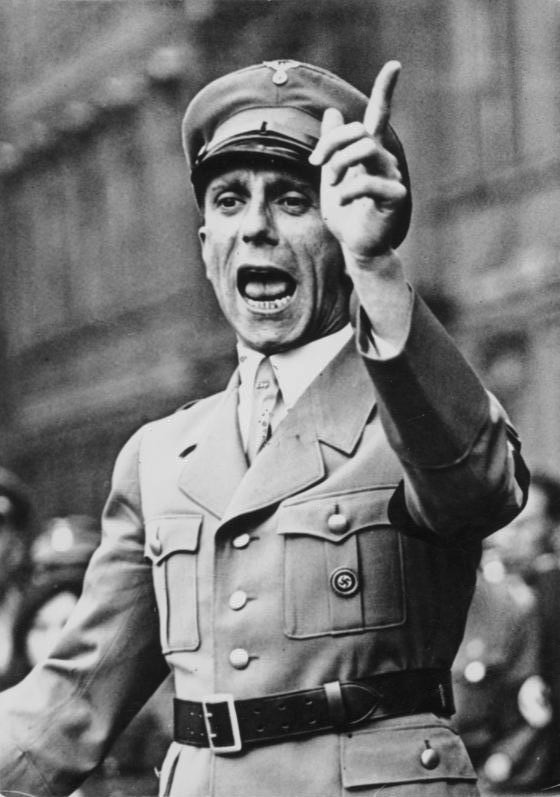
Ministr říšské propagandy Joseph Goebbels hovoří 25. srpna 1934 v berlínské Lustgarten u příležitosti povolání SA.

Nacistická nebo též národně socialistická propaganda (německy Nationalsozialistische Propaganda / NS-Propaganda / Nazi-Propaganda) byla souhrn agitačních a propagačních aktivit Národně socialistické německé dělnické strany (NSDAP).
Ústředními tématy nacionálně socialistické propagandy byli tzv. listopadoví zločinci a versailleský diktát, spiknutí údajného světového židovstva a s ním úzce spjatý antikomunismus (boj proti židobolševismu), ideologie národního společenství, glorifikace hnutí mučedníků a připomínání hrdinů, nacionálně socialistický obraz žen a bezpodmínečný vůdcovský kult kolem Adolfa Hitlera.
Přímo jako příprava na válku sloužila revize německých územních ztrát v důsledku Versailleské mírové smlouvy pod heslem Heim ins Reich a legenda, že Německo bylo národem bez prostoru a muselo si dobýt životní prostor na východě.

## Metodika
Metodicky se NS propaganda soustředila na několik témat zpracovaných do chytlavých a oslovujících hesel. Řídil se přitom vůdčími zásadami propagandy, které již Adolf Hitler popsal ve svém základním díle Mein Kampf, napsané v letech 1924 až 1926: „Umění propagandy spočívá právě v tom, že rozumí emocionálnímu světu idejí velké masy psychologicky správným způsobem Forma nachází cestu k pozornosti a dále k srdcím širokých mas.“ 
Inspiraci pro tuto formu systematického masového vlivu Hitler čerpal mimo jiné z knihy Psychologie mas (1895) od Gustava Le Bona. Vědomé a cílené použití masové psychologie bylo klíčem k úspěchu nacistické propagandy. 

### Masový kult a rituály
Po volebním úspěchu NSDAP a nástupu k moci v roce 1933 bylo tzv. „národní hnutí“ řízeno do značné míry pomocí symbolických komunikačních prostředků. Pomocí určitých rituálů, jako byl Hitlerův pozdrav, byla vytvořena pseudonáboženská forma masového politického kultu. Tento kult měl oslovit smysly, probudit emoce a otupit mysl. Prostřednictvím shromáždění, pochodňových průvodů, vlajkových rituálů, masových pochodů a oslav, jakož i prostřednictvím mládežnických organizací, jako jsou Hitlerjugend (HJ) a Svaz německých dívek (Bund Deutscher Mädel / BDM), ale také vhodným uspořádáním školních aktivit se NSDAP podařilo chytře sloužit rozšířené potřebě identity a sociální komunity a tyto skutečnosti zneužít k politickým účelům.